# Thank You Very Much
„Thank You Very Much“ je singl polské zpěvačky Margaret z jejího prvního EP All I Need (2013) a debutového studiového alba Add the Blonde (2014). Píseň napsali a složili Thomas Karlsson a Joakim Buddee, za produkci zodpovídal Ant Whiting. Píseň byla vyslána do polských rozhlasových stanic 14. května 2012 a do měsíce s Margaret vystoupila na živo na festivale Sopot TOPtrendy Festival 2012. Krátce nato se management zpěvačky rozhodl stáhnout kompozici z rozhlasových stanic a připravit plán na její propagaci před tím, než ji znovu vyšlou do rádií. Píseň byla oficiálně vydána 21. února jako debutový singl Margaret.
V roce 2013 reprezentovala Margaret Polsko na Baltic Song Contest 2013 s touto písní a obsadila na 2. místo. V době, kdy byla píseň „Thank You Very Much“ v Polsku na vrcholu popularity, Polská společnost fonografického průmyslu (ZPAV) v té době zveřejňovala pouze TOP 5 žebříčku AirPlay – Top (nyní se zveřejňuje celá TOP 100), což je důvod proč singl se v žebříčku neobjevil. Nicméně se písni podařilo obsadit druhé místo v žebříčku AirPlay – Nowości. Později kompozice také obsadila 3. místo mezi nejprodávanějšími digitálními singly roku 2013 v Polsku mezi polskými umělci. Během udílení cen Eska Music Awards 2013 obdržel videoklip k písni ocenění v kategorii Eska TV Award – Nejlepší videoklip. Píseň „Thank You Very Much“ také bodovala v Rakousku, Německu, Itálii a Rusku.
Kontroverzní videoklip režíroval Chris Marrs Piliero, což singlu zajistilo pozornost a úspěch.

## Historie vydání
Kompozice byla vydána jako singl ve formátu digital download (v digitální podobě) ke stažení 21. února 2013 v Polsku. Kompozice vyšla jako promo singl k EP All I Need. Píseň je umístěna také na debutovém studiovém albu Margaret s názvem Add the Blonde.
Dne 4. listopadu 2013 se uskutečnilo mezinárodní vydání singlu v digitálním formátu pokrývající většinu evropských zemí a Japonsko, Austrálii a Nový Zéland. Dne 18. prosince kompozice byla vydána ve formátu CD pouze v Itálii.
| Region                               | Datum             | Formát               | Vydavatel             |
| ------------------------------------ | ----------------- | -------------------- | --------------------- |
| Polsko                               | 21. únor 2013     | Digitální distribuce | Magic Records         |
| Rusko                                | 24. únor 2013     | Digitální distribuce | Extensive Music       |
| Skandinávie                          | 18. březen 2013   | Digitální distribuce | Extensive Music       |
| Německo, Švýcarsko a Rakousko        | 21. červen 2013   | Digitální distribuce | B1M1 Recordings, Lda. |
| Itálie                               | 26. červenec 2013 | Digitální distribuce | X-Energy Italy        |
| Spojené království, Evropa, Japonsko | 4. listopad 2013  | Digitální distribuce | Extensive Music       |
| Itálie                               | 18. prosinec 2013 | CD singl             | X-Energy Records      |

Píseň byla na několika kompilačních albech, polských a zahraničních mimo jiné na Fresh Hits Wiosna 2013 (vydáno 26. března 2013 v Polsku), Best of 2013 – Sommerhits (vydáno 28. června 2013 v Rakousku, Německu a Švýcarsku), We Love Summer 2013 (vydáno 5. července 2013 v Rakousku, Německu a Švýcarsko), The Dome – Summer 2013 (vydáno 12. července 2013 v Rakousku, Německu a Švýcarsku), Bardzo to lubię! (vydáno 16. července 2013 v Polsku), Bravo Hits 82 (vydáno 26. července 2013 v Rakousku, Německu a Švýcarsku), RMF Polskie Przeboje 2013 (vydáno 30. července 2013 v Polsku) nebo Party Time 2014 (vydáno 28. ledna 2014 v Polsku).

## Vystoupení na živo
Dne 26. května 2012 byla kompozice poprvé představena zpěvačkou Margaret před širším publikem během soutěže Trendy na festivalu TOPtrendy 2012 díky nominaci Dariusze Maciboreka. Zpěvačka vystoupila s písní „Thank You Very Much” na festivalu dvakrát: v roce 2013 na soutěži Největší hity roku a v roce 2014 během koncertu Králové internetu. V červenci 2013 píseň reprezentovala Polsko na Baltic Song Contest ve švédském městě Karlshamn, kde obsadila 2. místo.
Píseň byla také opakovaně prezentována Margaret během velkých akcí přenášených televizí a to jak v Polsku, tak v zahraničí. Dne 23. června 2013 píseň zazněla v populárním německém programu ZDF Fernsehgarten, který vysílala stanice ZDF a také 24. srpna 2013 během festivalu Sopot Top of the Top Festival 2013, 31. srpna 2013 v Berlíně během koncertu Stars for Free 2013, který pořádala rozhlasová stanice RTL Radio, 7. června 2014 v průběhu 51. Národního festivalu polských písní v Opole nebo také 29. srpna 2014 v Bejrútu během NRJ Music Tour, kterou pořádá každoročně libanonská rozhlasová stanice NRJ Lebanon.
Na internetových stránkách cantaramusic.pl uvedla:
```
Rok po mém vystoupení na TOPtrendy v Sopotech, britská nahrávací společnost, se kterou spolupracuje, uvedla, že původní verze „Thank You Very Much” není dost „britská“. Proto pověřili Anta Whitinga funkcí producenta, který přijal výzvu k upravení písně na potřeby trhu ve Spojeném království. A já si myslím, že píseň je nyní mnohem lepší.
```

## „Thank You Very Much” v rádiu
Píseň byla vysílána na rozhlasových stanicích a to jak v Polsku, tak dalších zemích a nabyla popularity v Německu, Rakousku, Švýcarsku, Chorvatsku, Izraeli, Libanonu, Rusku, Španělsku, Francii, Velké Británii a Itálii. Kompozice se umístila v mnoha rozhlasových žebříčcích a mimo jiné zaujala 1. místo v rádiových žebříčcích RMF, ESKA nebo RMF MAXXX. Singl se umístila na 2. místě v žebříčku AirPlay – Nowości nejhranějších novinek polských rozhlasových stanic.

## Videoklip
K písni byl nahrán kontroverzní videoklip, který ukazuje Margaret v rodině nudistů a Margaret v něm hrála jediného oblečeného člověka. Videoklip byl realizován v Los Angeles. Strůjcem myšlenky a také režisérem byl Chris Piliero, který spolupracoval s umělci jako Britney Spears nebo Ke$ha.
Margaret v jednom rozhovoru týkající se videoklipu k písni „Thank You Very Much” řekla:
```
Nešlo nám o to, abychom ukázali nahotu: nahá prsa nebo zadek kvůli show. Chtěli jsme ukázat lidskou nedokonalost. Když jdu ven na ulici, nevidím perfektní těla. Někdo má příliš mnoho kilogramů, kdežto jiný má tzv. boky nebo vrásky. Takový jsme: nedokonalý. A to jsme chtěli ukázat. Nahota není cílem věci. Proto mě to pozdvižení trochu překvapilo. Ukázalo se, že lidé se raději dívají na to, co je krásné, i když žádný člověk není dokonalý. A takové pobouření ještě dokazuje naše pokrytectví.
```

Videoklip měl premiéru v únoru 2013 a několik hodin poté byl z YouTube odstraněn. V krátké době se však videoklip vrátil na webové stránky, ale přístup k němu byl zablokován pro diváky mladší 18 let.

## Obchodní úspěch
Píseň byla třetím nejprodávanějším singlem v digitálním formátu v Polsku v roce 2013, za což mu Polská společnost fonografického průmyslu udělila ocenění „Digitální píseň roku“. Památeční soška za tento úspěch byla předána Margaret během koncertu Králové internetu, který se konal v rámci festivalu TOPtrendy 2014.
Singl se také umístil v oficiálních hitparádách v Německu, kde obsadil 41. místo, v Rakousku, kde opanoval 38. v žebříčku sedmdesáti pěti nejprodávanějších singlů a v Itálii, kde se vyšplhal na 22. pozici.
O písni a doprovodném videoklipu psaly média nejen v Polsku, ale také v zahraničí, včetně britského listu „The Sun”. Videoklip k písni „Thank You Very Much” získal cenu v podobě sošky na slavnostním galavečeru Eska Music Awards 2013 v kategorii Eska TV Award – Nejlepší videoklip. Skladba byla také nominována v kategorii Nejlepší hit.

## V reklamě
V roce 2013 byla kompozice použita jako motiv jarního programu televize Polsat. Ve stejném roce k propagaci svého jarního programu fragment kompozice využila rovněž německá televize Pro7. Hit byl použit v soundtracku ke komedii Piotra Wereśniaka pod titulem Wkręceni, která měla premiéru 10. ledna 2014. O měsíc později byl použit fragment písně v jedné z reklam na mobilní síť Play, která byla nahrána za účasti Margaret.

## Přijetí
Píseň „Thank You Very Much” se setkala s dobrou odezvou. Paweł Gzyl, hudební publicista, popsal píseň jako „nestydatý bubblegum pop ve stylu 60. let s melodií, která téměř okamžitě chytí“. Jedna z redaktorek služby All About Music napsala: „(...) na polské standardy je píseň zajímavá a co je nejdůležitější, svěží. Moc se mi líbí hvězdný začátek této skladby (...) Samotná píseň Margaret je velmi dobrá a velmi chytlavá. Dosáhla zaslouženého úspěchu”. Karol Stefańczyk na stránkách Hudebního deníku přirovnal styl kompozice s tvorbou Lenky.
Dariusz Maciborek, rozhlasový novinář, okomentoval nominaci Margaret do soutěže Trendy v rámci festivalu TOPtrendy 2012 píseň „Thank You Very Much” slovy: „Jednoduchá kompozice, ale pozoruhodná. Bez ozdob, ale s dobrým emocionálním posláním. Je to píseň s melodií”.
Hudební publicista Krzysztof Szewczyk ve vysílání pořadu Leniwa niedziela (Líná neděle), který běžel v Prvním Programu Polského Rozhlasu řekl o písni: „Když jsem slyšel tuto píseň, pomyslel jsem si, že zam musí zazpívat. Jedná se o dílo mezinárodní. Poprvé polský umělec zpívá v angličtině a má velkou šanci vyhrát [«Baltic Song Contest»] (...) Protože je to taková píseň, která je chytlavá a má velkou šanci na trhák”.
Elżbieta Zapendowska, hudební kritička, definovala píseň „Thank You Very Much” jako „skvělou skladbu” a novináři britského bulvárního deníku „The Sun” vyhodnotil nahrávku jako „chytlavou letní píseň”. Redaktoři populárního britského webového portálu „Digital Spy” ve svém článku napsali: „[«Thank You Very Much»] je velkým, letním popovým číslem s jedním z těch refrénů, který nutí k broukání několik hodin poté, co ji slyšíte”.

## Tvůrci
- Margaret – zpěv
- Thomas Karlsson – autor hudby a textu, koprodukce, doprovodné vokály
- Joakim Buddee – autor hudby a textu, koprodukce
- Ant Whiting – hudební produkce, programování, klavír, varhany, kytara
- Jeremy Wheatley – mixování
- Robert Uhlmann – aranžmá
- Cutting Room – mastering
- Joe Auckland – trubka
- Mark Brown – saxofon
- Lovisa Birgersson – doprovodné vokály

## Seznam skladeb
Digital download
1. „Thank You Very Much” (UK Radio Version) – 3:10
2. „Thank You Very Much” – 3:09

CD single
1. „Thank You Very Much” (Radio Edit) – 3:10
2. „Thank You Very Much” (Single Edit) – 3:09
3. „Thank You Very Much” (Extended Version) – 4:21

## Žebříčky

### Umístění v žebříčcích prodejnosti
| Země     | Žebříček (2013) | Nejlepší umístění |
| -------- | --------------- | ----------------- |
| Rakousko | Singles Top 75  | 38                |
| Itálie   | Top 50 Singles  | 22                |
| Německo  | Top 100 Singles | 41                |

### Umístění v žebříčcích AirPlay
| Země     | Žebříček (2013)            | Nejlepší umístění |
| -------- | -------------------------- | ----------------- |
| Polsko   | AirPlay – Nowości          | 2                 |
| Polsko   | AirPlay – Największe skoki | 2                 |
| Rusko    | Top Hit Weekly General     | 127               |
| Ukrajina | Top Hit Weekly Ukraine     | 65                |

### Umístění v rozhlasových hudebních hitparádách
| Země   | Žebříček (2013)        | Nejlepší umístění |
| ------ | ---------------------- | ----------------- |
| Polsko | Radio Eska (Gorąca 20) | 1                 |
| Polsko | RMF FM (POPLista)      | 1                 |
| Polsko | RMF Maxxx (Hop Bęc)    | 1                 |

## Ocenění a nominace
| Rok  | Soutěž                                              | Kategorie                                                       | Výsledek  |
| ---- | --------------------------------------------------- | --------------------------------------------------------------- | --------- |
| 2013 | TOPtrendy 2013                                      | Největší hity roku                                              | Nominace  |
| 2013 | Baltic Song Contest                                 | Boj o Grand Prix festivalu                                      | 2. místo  |
| 2013 | Eska Music Awards 2013                              | Nejlepší hity                                                   | Nominace  |
| 2013 | Eska Music Awards 2013                              | Eska TV Award – Najlepší videoklip                              | Vítězství |
| 2013 | To nejlepší z roku 2013 – plebiscit Onet.pl         | Videoklip roku – Polsko                                         | 2. místo  |
| 2013 | Gorąca 100                                          | 100 největších hitů roku 2013                                   | 94. místo |
| 2013 | Hit roku RMF FM 2013                                | Hit roku                                                        | 78. místo |
| 2013 | Podsumowanie notowań Listy Przebojów Radia ZET 2013 | Nejpopulárnější kompozice v žebříčku hitů Radia Zet v roce 2013 | 26. místo |
| 2014 | TOPtrendy 2014                                      | Cyfrowa Piosenka Roku                                           | 3. místo  |